# 石門駅 (河北省)
石門駅（せきもんえき）は中華人民共和国河北省秦皇島市盧竜県にある、中国鉄路総公司（CR）京哈線の駅。北京鉄路局所属の4等駅に設定されている。
旅客営業と貨物（危険物は除く）両方を扱う駅である。

## 駅構造
島式ホーム2面4線と南側に単式ホーム1面1線、北側に単式ホーム1面の計4面5線を有する地上駅である。

## 駅周辺
- 石門鎮総合文化站
- 205国道（中国語版）
- 盧竜長城医院
- 中国農業銀行
- 中国郵政儲蓄銀行
- 石門鎮政府
- 天興旧貨市場

## 歴史
- 1892年 - 開業。

## 隣の駅
中国鉄路総公司
京哈線
朱各荘駅 - 石門駅 - 九龍山駅